# Monilaria
Monilaria là chi thực vật có hoa trong họ Aizoaceae.